# کلاته زنگنه
کلاته زنگنه روستایی در دهستان زاوه بخش مرکزی شهرستان زاوه استان خراسان رضوی ایران است. بر پایه سرشماری عمومی نفوس و مسکن در سال ۱۳۹۵
جمعیت این روستا ۱۲۰۰نفر (در ۲۵۰ خانوار) بوده‌است. شغل اکثر مردم این روستا کشاورزی و کشت زعفران می‌باشد. این روستای در ۱۸ کیلومتری شهر تربت حیدریه و در ۱۵۰کیلومتری شهر مشهد قرار گرفته‌است. این روستا شامل چند منطقهٔ تفریحی می‌باشد که باعث رونق گردشگری روستا شده‌است.این روستا دارای دوامامزادبانام های محلی (سیدسبزپوش از نوادگان امام موسی کاظم )وامام زاده سید محمد دشتی می باشد که بسیاری از مردم برای زیارت به این روستامی آیند